# Aire d'attraction de Lorient
L'aire d'attraction de Lorient est un zonage d'étude défini par l'Insee pour caractériser l’influence de la commune de Lorient sur les communes environnantes. Publiée en octobre 2020, elle se substitue à l'aire urbaine de Lorient, qui comportait 29 communes dans le dernier zonage qui remontait à 2010.

## Définition
L'aire d'attraction d'une ville est composée d’un pôle, défini à partir de critères de population et d’emploi ainsi que d’une couronne constituée des communes dont au moins 15 % des actifs travaillent dans le pôle. Le pôle d’attraction constitue ainsi un point de convergence des déplacements domicile-travail,.

## Type et composition
L’aire d'attraction de Lorient est une aire inter-départementale qui comporte 31 communes : 30 situées dans le Morbihan et 1 dans le Finistère (Rédené). 
Elle est catégorisée dans les aires de 200 000 à moins de 700 000 habitants.
Dans la région, la population est relativement peu concentrée dans les pôles. Ainsi, moins d’un tiers de la population y vit contre plus de la moitié au niveau national. C’est en particulier le cas pour l’aire d'attraction de Lorient qui présente une population de 224 862 habitants localisés dans la région et dont 35,5 % résident dans le pôle.
En Bretagne, la population augmente de 0,6 % par an en moyenne entre 2007 et 2017 (+ 0,5 % en France). Pour l’aire de Lorient, elle est plus élevée puisqu'elle s'établit à0,4 %. Le nombre d’emplois présents dans l’aire d’attraction est de 85 473.

### Carte

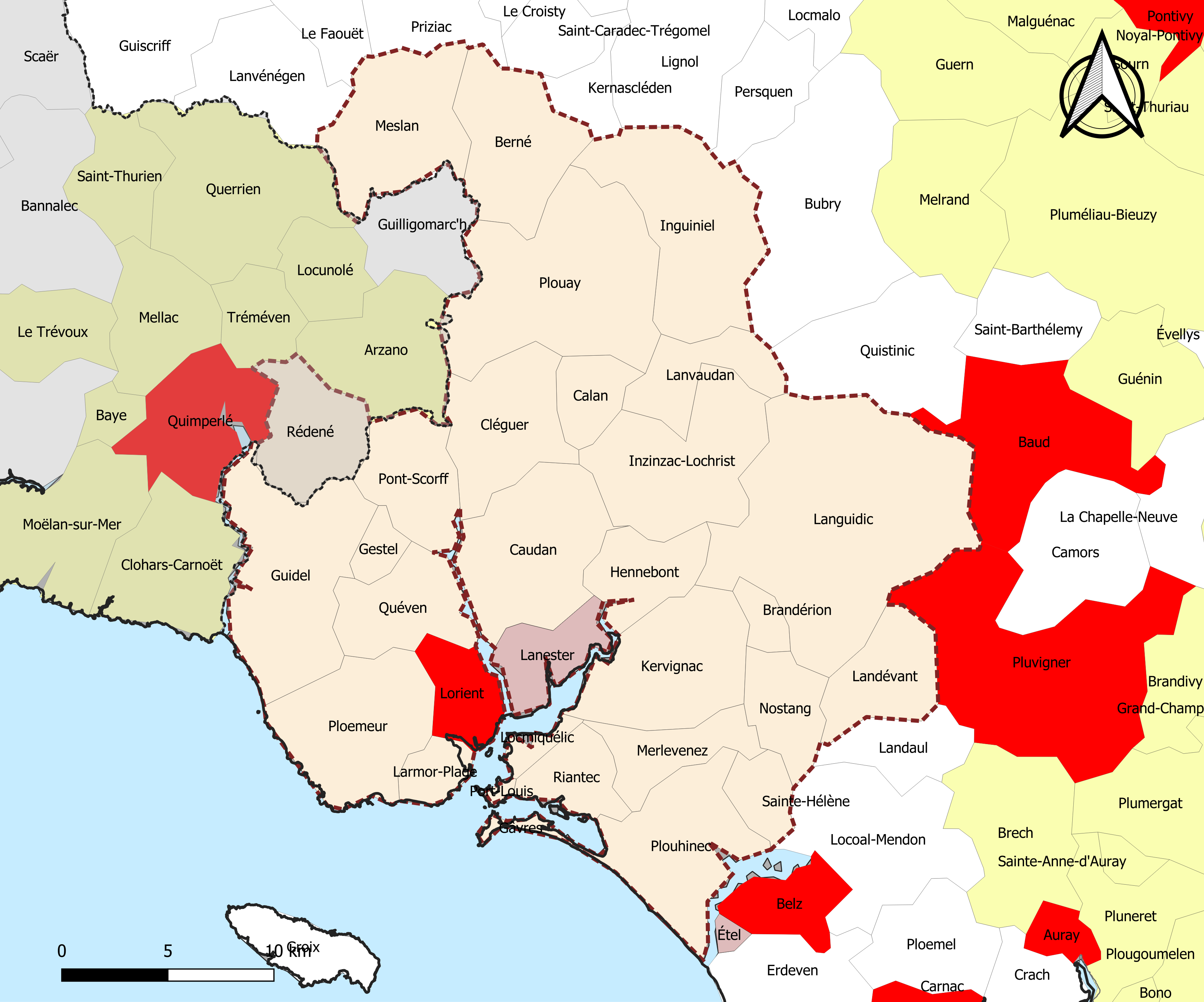
Carte de l'aire d'attraction de Lorient.
Commune-centre
Commune du pôle principal
Commune de la couronne

### Composition communale
| Nom                      | Code Insee | Département | Statut                    | Superficie (km2) | Population (dernière pop. légale) | Densité (hab./km2) | Modifier                                    |
| ------------------------ | ---------- | ----------- | ------------------------- | ---------------- | --------------------------------- | ------------------ | ------------------------------------------- |
| Lorient (commune-centre) | 56121      | Morbihan    | commune-centre            | 17,48            | 58 202 (2022)                     | 3 330              | modifier les données · modifier les données |
| Lanester                 | 56098      | Morbihan    | commune du pôle principal | 18,37            | 23 188 (2022)                     | 1 262              | modifier les données · modifier les données |
| Rédené                   | 29234      | Finistère   | commune de la couronne    | 24,49            | 2 999 (2022)                      | 122                | modifier les données · modifier les données |
| Berné                    | 56014      | Morbihan    | commune de la couronne    | 34,77            | 1 558 (2022)                      | 45                 | modifier les données · modifier les données |
| Brandérion               | 56021      | Morbihan    | commune de la couronne    | 6,03             | 1 480 (2022)                      | 245                | modifier les données · modifier les données |
| Calan                    | 56029      | Morbihan    | commune de la couronne    | 12,29            | 1 267 (2022)                      | 103                | modifier les données · modifier les données |
| Caudan                   | 56036      | Morbihan    | commune de la couronne    | 42,63            | 7 110 (2022)                      | 167                | modifier les données · modifier les données |
| Cléguer                  | 56040      | Morbihan    | commune de la couronne    | 32,15            | 3 404 (2022)                      | 106                | modifier les données · modifier les données |
| Gâvres                   | 56062      | Morbihan    | commune de la couronne    | 1,88             | 685 (2022)                        | 364                | modifier les données · modifier les données |
| Gestel                   | 56063      | Morbihan    | commune de la couronne    | 6,25             | 2 569 (2022)                      | 411                | modifier les données · modifier les données |
| Guidel                   | 56078      | Morbihan    | commune de la couronne    | 52,29            | 12 236 (2022)                     | 234                | modifier les données · modifier les données |
| Hennebont                | 56083      | Morbihan    | commune de la couronne    | 18,57            | 15 831 (2022)                     | 853                | modifier les données · modifier les données |
| Inguiniel                | 56089      | Morbihan    | commune de la couronne    | 51,40            | 2 196 (2022)                      | 43                 | modifier les données · modifier les données |
| Inzinzac-Lochrist        | 56090      | Morbihan    | commune de la couronne    | 44,67            | 6 631 (2022)                      | 148                | modifier les données · modifier les données |
| Kervignac                | 56094      | Morbihan    | commune de la couronne    | 39,56            | 7 085 (2022)                      | 179                | modifier les données · modifier les données |
| Landévant                | 56097      | Morbihan    | commune de la couronne    | 22,34            | 4 049 (2022)                      | 181                | modifier les données · modifier les données |
| Languidic                | 56101      | Morbihan    | commune de la couronne    | 109,08           | 8 046 (2022)                      | 74                 | modifier les données · modifier les données |
| Lanvaudan                | 56104      | Morbihan    | commune de la couronne    | 18,30            | 809 (2022)                        | 44                 | modifier les données · modifier les données |
| Larmor-Plage             | 56107      | Morbihan    | commune de la couronne    | 7,27             | 8 368 (2022)                      | 1 151              | modifier les données · modifier les données |
| Locmiquélic              | 56118      | Morbihan    | commune de la couronne    | 3,58             | 4 094 (2022)                      | 1 144              | modifier les données · modifier les données |
| Merlevenez               | 56130      | Morbihan    | commune de la couronne    | 17,67            | 3 191 (2022)                      | 181                | modifier les données · modifier les données |
| Meslan                   | 56131      | Morbihan    | commune de la couronne    | 37,13            | 1 475 (2022)                      | 40                 | modifier les données · modifier les données |
| Nostang                  | 56148      | Morbihan    | commune de la couronne    | 15,71            | 1 650 (2022)                      | 105                | modifier les données · modifier les données |
| Ploemeur                 | 56162      | Morbihan    | commune de la couronne    | 39,72            | 18 873 (2022)                     | 475                | modifier les données · modifier les données |
| Plouay                   | 56166      | Morbihan    | commune de la couronne    | 67,33            | 5 779 (2022)                      | 86                 | modifier les données · modifier les données |
| Plouhinec                | 56169      | Morbihan    | commune de la couronne    | 35,58            | 5 343 (2022)                      | 150                | modifier les données · modifier les données |
| Pont-Scorff              | 56179      | Morbihan    | commune de la couronne    | 23,50            | 4 015 (2022)                      | 171                | modifier les données · modifier les données |
| Port-Louis               | 56181      | Morbihan    | commune de la couronne    | 1,07             | 2 689 (2022)                      | 2 513              | modifier les données · modifier les données |
| Quéven                   | 56185      | Morbihan    | commune de la couronne    | 23,93            | 8 906 (2022)                      | 372                | modifier les données · modifier les données |
| Riantec                  | 56193      | Morbihan    | commune de la couronne    | 14,06            | 5 742 (2022)                      | 408                | modifier les données · modifier les données |
| Sainte-Hélène            | 56220      | Morbihan    | commune de la couronne    | 8,08             | 1 298 (2022)                      | 161                | modifier les données · modifier les données |